# Vavřinec Hradilek
Vavřinec Hradilek (* 10. března 1987 Praha) je bývalý český vodní slalomář, kajakář závodící v kategorii K1. Je stříbrným medailistou z Letních olympijských her 2012 v Londýně a mistrem světa v individuální kajakářské disciplíně z let 2013 a 2017.

## Sportovní kariéra
Na kajaku jezdí od roku 1997. Od začátku kariéry je členem klubu USK Praha a trénuje ho Milan Říha. Už v žákovských kategoriích sbíral tituly mistra republiky, do Českého poháru se probojoval jako jeden z nejmladších kajakářů v historii. Českou republiku reprezentoval již jako junior. Na Mistrovství Evropy juniorů 2004 v polském Krakově skončil třetí, první a druhé místo získali rovněž čeští závodníci Michal Buchtel a Luboš Hilgert mladší. Na juniorském evropském šampionátu 2005 získal stříbro v závodě hlídek, jel s Vítem Přindišem a Janem Vondrou. Dne 1. července 2007 překvapivě zvítězil v závodě Světového poháru konaném v Praze na trojském kanálu. V roce 2009 vybojoval titul mistra Evropy v kategorii do 23 let a v celkovém pořadí Světového poháru 2009 byl třetí. V roce 2010 skončil druhý na mistrovství světa ve slovinském Tacenu a třetí na mistrovství Evropy v Bratislavě.
V roce 2011 zvítězil v anketě Kanoista roku.
V roce 2013 si dopádloval na domácí trati v Praze-Troji pro titul mistra světa. O rok později společně s reprezentačními kolegy získal stříbro v závodě hlídek, v roce 2015 již týmový závod na MS vyhráli. Z evropského šampionátu 2016 si přivezl zlatou medaili ze závodu hlídek a stříbro z individuálního závodu. Na MS 2017 vyhrál premiérový závod v kajak krosu.
V dubnu 2024 oznámil ukončení závodní kariéry.

### Účast na olympijských hrách
Dne 20. dubna 2008 si na závodech v pražské Troji zajistil poslední jízdou nominaci na olympijské hry do Pekingu, když ve vzájemném souboji porazil Ivana Pišvejce. V olympijském závodě K1 obsadil 11. místo, jako první tak nepostoupil do finále.
Suverénně se nominoval na Letní olympijské hry 2012 v Londýně. Zde postoupil do semifinále a ve finálovém závodě K1 získal stříbrnou medaili v čase 94,78 s, porazil ho pouze Ital Daniele Molmenti časem 93,43 s. Společně s kanoistou Stanislavem Ježkem startoval i v závodě deblkánoí, kde skončili v semifinále na celkovém devátém místě.

## Další aktivity
V roce 2016 hrál hlavní roli ve filmu režisérů Lordana Zafranoviće, Petera Pálky a Daniela Krzywoně Tenkrát v ráji, který je inspirovaný skutečnými událostmi ze života horolezce Josefa Smítky.
Roku 2021 se představil v menší roli kanoisty Alfréda Jindry ve filmu Zátopek režiséra Davida Ondříčka.
V roce 2023 byl účastníkem 12. řady televizní taneční soutěže StarDance …když hvězdy tančí, v níž byla jeho taneční partnerkou Kateřina Bartuněk Hrstková. Umístili se na třetím místě.
V roce 2025 si zahrál v romantické komedii Holka od vedle.

## Rodina
V médiích bývá někdy nesprávně jmenován jako Hradílek.
Jeho bratr Václav Hradilek závodil v kategorii C2 se Štěpánem Sehnalem, v roce 2011 byli členy české reprezentace.
V roce 2023 se oženil s oftalmoložkou Lucií Rohanovou, s níž má dcery Sáru (* 2020) a Kaylu (* 2022).